# Aéroport international de Chengdu-Shuangliu
Pour les articles homonymes, voir CTU.
L'aéroport international de Chengdu-Shuangliu (code IATA : CTU • code OACI : ZUUU) est le principal aéroport de la ville de Chengdu, capitale de la province du Sichuan, en république populaire de Chine.
Il y a également deux autres aéroports civils et un aéroport militaire à Chengdu.

## Situation

### Carte des 50 premiers aéroports de Chine
| \| 500 km1:25 016 000 \| Baotou Canton Changchun Changsha Chengdu-CTU Chengdu-TFU Chongqing Dalian Fuzhou Guilin Guiyang Haikou Hailar Hangzhou Harbin Hefei Hohhot Jinan Jinghong Kunming Lanzhou Lhassa Lijiang Nanchang Nankin Nanning Ningbo Pékin · Capitale Pékin · Daxing Qingdao Quanzhou Sanya Shanghaï-Pudong Shanghaï-Hongqiao Shantou-Chaozhou-Jieyang Shenyang Shenzhen Shijiazhuang Taiyuan Tianjin Ürümqi Wenzhou Wuhan Suzhou Xiamen Xi'an Xining Yantai Yinchuan Zhengzhou Zhuhai-Jinwan |
| 500 km1:25 016 000 |

## Terminaux
L'aéroport dispose de deux terminaux T1 et T2.

## Statistiques
Pour des raisons techniques, il est temporairement impossible d'afficher le graphique qui aurait dû être présenté ici.

Voir la requête brute et les sources sur Wikidata.

## Compagnies aériennes et destinations

Plan de l'aéroport

### Passagers
| Compagnies                          | Destinations |
| ----------------------------------- | --- |
| Air Asia                            | Penang |
| AirAsia X                           | Kuala Lumpur |
| Air Busan                           | Séoul-Incheon |
| Air China                           | - Aksou (en), - Bangkok-Suvarnabhumi, - Bazhong Enyang (en), - Pékin-Capitale, - Pékin-Daxing, - Changchun, - Changsha, - Changzhou, - Colombo-Bandaranaike, - Dali, - Daocheng Yading, - Dongying (en), - Francfort, - Fuzhou-Chánglè, - Canton-Baiyun, - Guilin-Liangjiang, - Guiyang, - Haikou, - Hami (en), - Hangzhou-Xiaoshan, - Harbin Taiping, - Hefei, - Hohhot, - Hong Kong, - Hongyuan (en), - Hotan (en), - Huizhou Pingtan (en), - Shantou-Chaozhou-Jieyang, - Jinan, - Karamay (en), - Kachgar-Kashi, - Katmandou-Tribhuvan, - Korla, - Kunming-Changshui, - Kuqa (en), - Lanzhou, - Lhassa-Gonggar, - Lijiang, - Londres-Heathrow, - Nanchang-Changbei, - Nankin, - Nanning, - Ningbo, - Nyingchi (zh), - Osaka-Kansai, - Panzhihua, - Paris-Charles de Gaulle, - Phuket, - Qamdo Bamda, - Qingdao-Jiaodong, - Sanya-Phénix, - Séoul-Incheon, - Shanghai-Hongqiao, - Shanghai-Pudong, - Shenyang, - Shenzhen-Bao'an, - Shihezi Huayuan Airport (en), - Singapour-Changi, - Sydney-K. Smith, - Taïwan-Taoyuan, - Taiyuan-Wusu, - Tianjin Binhai, - Tokyo-Narita, - Ürümqi-Diwopu, - Wenzhou-Longwan, - Wuhan, - Xiamen-Gaoqi, - Xiangyang-Luiji, - Xichang (en), - Xining-Caojiabao, - Rangoun (Yangon), - Yantai, - Yinchuan Hedong, - Yining, - Yiwu, - Yuncheng, - Zhangjiajie, - Zhanjiang-Wuchuan, - Zhengzhou, - Zhuhai |
| Air China opéré par Dalian Airlines | Dalian-Zhoushuizi |
| Air Macau                           | Macao |
| Air Seychelles                      | Charter : Mahé-Seychelles international |
| Air Travel                          | Kunming-Changshui |
| All Nippon Airways                  | Tokyo-Narita |
| Asiana Airlines                     | Séoul-Incheon |
| Bangkok Airways                     | Charter : Ko Samui |
| Beijing Capital Airlines            | Canton-Baiyun, Hangzhou-Xiaoshan, Madrid-Barajas, Qingdao-Jiaodong, Sanya-Phénix |
| Cambodia Airways                    | Phnom Penh |
| Cathay Pacific                      | Hong Kong |
| Chengdu Airlines                    | - Baotou-Donghe, - Beihai-Fucheng, - Changchun, - Changsha, - Chifeng, - Dalian-Zhoushuizi, - Fuzhou-Chánglè, - Canton-Baiyun, - Guiyang, - Hailar, - Hangzhou-Xiaoshan, - Harbin Taiping, - Hefei, - Hengyang, - Hohhot, - Jinan, - Jinchang Jinchuan (en), - Ji'an, - Jining Da'an (en), - Kunming-Changshui, - Lanzhou, - Lhassa-Gonggar, - Lianyungang-Huaguoshan, - Lijiang, - Linfen (zh), - Nankin, - Nanning, - Quanzhou Jinjiang, - Quzhou (en), - Sanya-Phénix, - Shanghai-Hongqiao, - Shanghai-Pudong, - Shangrao Sanqingshan, - Shenyang, - Shenzhen-Bao'an, - Shijiazhuang, - Taiyuan-Wusu, - Taizhou (Zhejiang) (en), - Tianjin Binhai, - Ulan hot, - Wēihǎi, - Wenzhou-Longwan, - Wuhan, - Xiamen-Gaoqi, - Xingyi (en), - Xining-Caojiabao, - Yancheng, - Yinchuan Hedong, - Yueyang, - Zhangye, - Zhoushan Putuoshan, - Zhuhai, - Zunyi (zh), - Zunyi (zh) Charter : Ko Samui" |
| China Airlines                      | Taïwan-Taoyuan |
| China Eastern Airlines              | - Bangkok-Suvarnabhumi, - Baoshan Yunduan (en), - Pékin-Daxing, - Changchun, - Changde Taohuayuan (en), - Changzhou, - Dali, - Diqing Shangri-La (en), - Canton-Baiyun, - Hangzhou-Xiaoshan, - Hefei, - Huai'an, - Huangshan-Tunxi, - Jeju, - Shantou-Chaozhou-Jieyang, - Jinan, - Baie de Jinzhou (en), - Kalibo, - Kunming-Changshui, - Lanzhou, - Lhassa-Gonggar, - Liuzhou, - Los Angeles, - Dehong Mangshi, - Nagoya-Chūbu, - Nanchang-Changbei, - Nankin, - Ningbo, - Phuket, - Qingdao-Jiaodong, - Shanghai-Hongqiao, - Shanghai-Pudong, - Shenyang, - Shenzhen-Bao'an, - Shiyan Wudangshan (en), - Taiyuan-Wusu, - Taizhou (Zhejiang) (en), - Tengchong Tuofeng (en), - Wenzhou-Longwan, - Wuhan, - Wuxi/Suzhou, - Xiamen-Gaoqi, - Xining-Caojiabao, - Xinyang Minggang (en), - Xinzhou (zh), - Yantai, - Yichang, - Yinchuan Hedong, - Yulin (en), - Yushu Batang, - Zhanjiang-Wuchuan, - Zhuhai |
| China Express Airlines              | Bijie-Feixiong (en), Chongqing-Jiangbei, Guiyang, Hohhot, Korla, Liuzhou, Manzhouli, Xingyi (en) |
| China Southern Airlines             | - Pékin-Daxing, - Changchun, - Changsha, - Dalian-Zhoushuizi, - Daocheng Yading, - Daqing, - Canton-Baiyun, - Harbin Taiping, - Hotan (en), - Shantou-Chaozhou-Jieyang, - Korla, - Linyi (zh), - Nanning, - Nanyang, - Qianjiang Wulingshan (en), - Shanghai-Hongqiao, - Shenyang, - Shenzhen-Bao'an, - Ürümqi-Diwopu, - Wuhan, - Xi'an-Xianyang, - Zhengzhou, - Zhuhai |
| China United Airlines               | Pékin-Daxing, Ordos Ejin Horo, Shijiazhuang |
| Colorful Guizhou Airlines           | Guiyang, Liupanshui (zh) |
| Donghai Airlines                    | Nantong Xingdong |
| Ethiopian Airlines                  | Addis-Abeba Bole |
| Etihad Airways                      | Abou Dabi |
| EVA Air                             | Taïwan-Taoyuan |
| Garuda Indonesia                    | Denpasar-Bali |
| GX Airlines                         | Nanning |
| Hainan Airlines                     | Pékin-Capitale, Chicago-O'Hare ,, Canton-Baiyun, Haikou, Los Angeles, New York-John F. Kennedy, Qionghai-Bo'ao (en), Sanya-Phénix, Shanghai-Pudong. Shenzhen-Bao'an, Ürümqi-Diwopu |
| Hebei Airlines                      | Pékin-Daxing, Shijiazhuang |
| Hong Kong Airlines                  | Hong Kong |
| IndiGo                              | Bombay-Chhatrapati-Shivaji, Delhi-Indira Gandhi |
| JC International Airlines           | Phnom Penh, Sihanoukville |
| Jiangxi Air                         | Nanchang-Changbei |
| Juneyao Airlines                    | Chiang Mai, Chizhou Jiuhuashan (en), Nankin, Shanghai-Hongqiao |
| KLM                                 | Amsterdam |
| Kunming Airlines                    | Changsha, Kunming-Changshui |
| Lanmei Airlines                     | Siem Reap-Angkor |
| Lao Airlines                        | Vientiane-Wattay |
| Lion Air                            | Charter : Denpasar-Bali |
| Loong Air                           | Dalian-Zhoushuizi, Enshi Xujiaping, Handan (zh), Hangzhou-Xiaoshan, Jinan, Kǎilǐ Huangping (en), Mandalay, Wenzhou-Longwan, Xiangyang-Luiji, Yan An |
| Lucky Air                           | Bangkok-Suvarnabhumi, Cangyuan (en), Haikou, Hohhot, Jinan, Kāngdìng, Kunming-Changshui, Lancang (en), Lhassa-Gonggar, Lijiang, Ninglang (zh), Sanya-Phénix, Sihanoukville , Ürümqi-Diwopu, Jinghong Xishuangbanna Gasa, Zhaotong, Zhengzhou |
| Maldivian                           | Charter : Bangkok-Suvarnabhumi, Malé Velana |
| Malindo Air                         | Kota Kinabalu, Kuala Lumpur, Langkawi |
| Myanmar National Airlines           | Rangoun (Yangon) |
| Nok Air                             | Phuket |
| Okay Airways                        | Changsha, Tianjin Binhai |
| Qatar Airways                       | Doha-Hamad |
| Qingdao Airlines                    | Luoyang, Cam Ranh, Qingdao-Jiaodong |
| Ruili Airlines                      | Datong (en), Harbin Taiping, Kunming-Changshui, Qingyang (en), Qinhuangdao Beidaihe |
| Shandong Airlines                   | Guilin-Liangjiang, Jinan, Jingdezhen, Qingdao-Jiaodong, Xiamen-Gaoqi |
| Shanghai Airlines                   | Budapest-Ferenc Liszt, Shanghai-Hongqiao, Shanghai-Pudong |
| Shenzhen Airlines                   | Pékin-Capitale, Canton-Baiyun, Nanchang-Changbei, Nankin, Nanning, Quanzhou Jinjiang, Shenzhen-Bao'an, Taiyuan-Wusu, Wuxi/Suzhou |
| Sichuan Airlines                    | - Anshan-Teng'ao (en), - Auckland, - Bangkok-Suvarnabhumi, - Beihai-Fucheng, - Pékin-Capitale, - Le Caire, - Changchun, - Changsha, - Changzhou, - Chiang Mai, - Chiang Rai, - Copenhague-Kastrup, - Dalian-Zhoushuizi, - Daocheng Yading, - Datong (en), - Dazhou Heshi (en), - Dubaï, - Dunhuang, - Fuyang (en), - Fuzhou-Chánglè, - Gannan Xiahe (en), - Ganzhou Huangjin, - Garze, - Canton-Baiyun, - Guilin-Liangjiang, - Guiyang, - Haikou, - Hailar, - Handan (zh), - Hangzhou-Xiaoshan, - Hanoï-Nội Bài, - Harbin Taiping, - Hefei, - Helsinki-Vantaa, - Hô Chi Minh Ville (Tân Sơn Nhất), - Hohhot, - Hong Kong, - Istanbul, - Jiayuguan (en), - Jinan, - Jiuzhai Huanglong, - Kāngdìng, - Kachgar-Kashi, - Katmandou-Tribhuvan, - Krabi, - Kunming-Changshui, - Lanzhou, - Lhassa-Gonggar, - Lijiang, - Longyan Guanzhishan (en), - Los Angeles, - Lüliang (zh), - Dehong Mangshi, - Melbourne-Tullamarine, - Moscou Chérémétiévo, - Nanchang-Changbei, - Nankin, - Nanning, - Nantong Xingdong, - Cam Ranh, - Ningbo, - Nyingchi (zh), - Ordos Ejin Horo, - Osaka-Kansai, - Panzhihua, - Phuket, - Prague-Václav-Havel, - Simao (en), - Qingdao-Jiaodong, - Quanzhou Jinjiang, - Rizhao Shanzihe (en), - Rome Léonard-de-Vinci/Fiumicino, - Saint-Pétersbourg-Poulkovo, - Sanya-Phénix, - Shin-Chitose, - Séoul-Incheon, - Shanghai-Pudong, - Shenyang, - Shenzhen-Bao'an, - Shijiazhuang, - Singapour-Changi, - Taïpei-Songshan, - Taiyuan-Wusu, - Tel Aviv - Ben Gourion, - Tianjin Binhai, - Tokyo-Narita, - Turpan Jiaohe (en), - Ürümqi-Diwopu, - Vancouver, - Wenshan-Puzhehei (en), - Wenzhou-Longwan, - Wuhan, - Wuxi/Suzhou, - Xi'an-Xianyang, - Xiamen-Gaoqi, - Xichang (en), - Xining-Caojiabao, - Jinghong Xishuangbanna Gasa, - Xuzhou-Guanyin, - Rangoun (Yangon), - Taizhou (Jiangsu) (en), - Yichang, - Yichun-Mingyueshan, - Yinchuan Hedong, - Yingkou (zh), - Zhengzhou, - Zhuhai Charter : Saipan |
| Sky Angkor Airlines                 | Siem Reap-Angkor, Sihanoukville |
| Spring Airlines                     | Krabi, Phnom Penh, Phuket, Shanghai-Hongqiao, Shijiazhuang, Surat Thani (en) |
| Thai AirAsia                        | Bangkok-Don Muang |
| Thai Airways                        | Bangkok-Suvarnabhumi |
| Thai Lion Air                       | Bangkok-Don Muang, Chiang Mai |
| Tianjin Airlines                    | Tianjin Binhai |
| Tibet Airlines                      | Changchun, Cangyuan (en), Dali, Diqing Shangri-La (en), Harbin Taiping, Katmandou-Tribhuvan, Lanzhou, Lhassa-Gonggar, Lijiang, Nyingchi (zh), Qamdo Bamda, Sanya-Phénix, Shanghai-Hongqiao, Shenyang, Shenzhen-Bao'an, Shigatsé, Tianjin Binhai, Xi'an-Xianyang, Xiamen-Gaoqi |
| United Airlines                     | San Francisco |
| Urumqi Air                          | Ürümqi-Diwopu |
| Vietnam Airlines                    | Đà Nẵng, Hanoï-Nội Bài, Cam Ranh Charter : Phú Quốc |
| XiamenAir                           | Mactan-Cebu, Fuzhou-Chánglè, Hangzhou-Xiaoshan, Quanzhou Jinjiang, Xiamen-Gaoqi |

Édité le 11/07/2019  Actualisé le 07/06/2021

### Cargo
| Compagnies                | Destinations                                                                   |
| ------------------------- | ------------------------------------------------------------------------------ |
| Air China Cargo           | Shanghai-Pudong                                                                |
| AirBridgeCargo Airlines   | Novosibirsk, Zhengzhou                                                         |
| Cathay Pacific Cargo      | Hong Kong, Shanghai-Pudong                                                     |
| China Postal Airlines     | Nankin                                                                         |
| FedEx Express             | Anchorage, Delhi, Canton                                                       |
| Korean Air Cargo          | Seoul-Incheon, Chennai                                                         |
| SF Airlines               | Shenzhen                                                                       |
| Shenzhen Donghai Airlines | Hong Kong, Shenzhen                                                            |
| UPS Airlines              | Almaty, Cologne/Bonn, Seoul-Incheon, Shanghai-Pudong, Varsovie-Chopin          |
| Yangtze River Express     | Châlons-en-Champagne, Hong Kong, Luxembourg, Prague, Shanghai-Pudong, Shenzhen |
| SF Airlines               | Shenzhen                                                                       |
| DHL                       | Shanghai-Pudong                                                                |

## Galerie

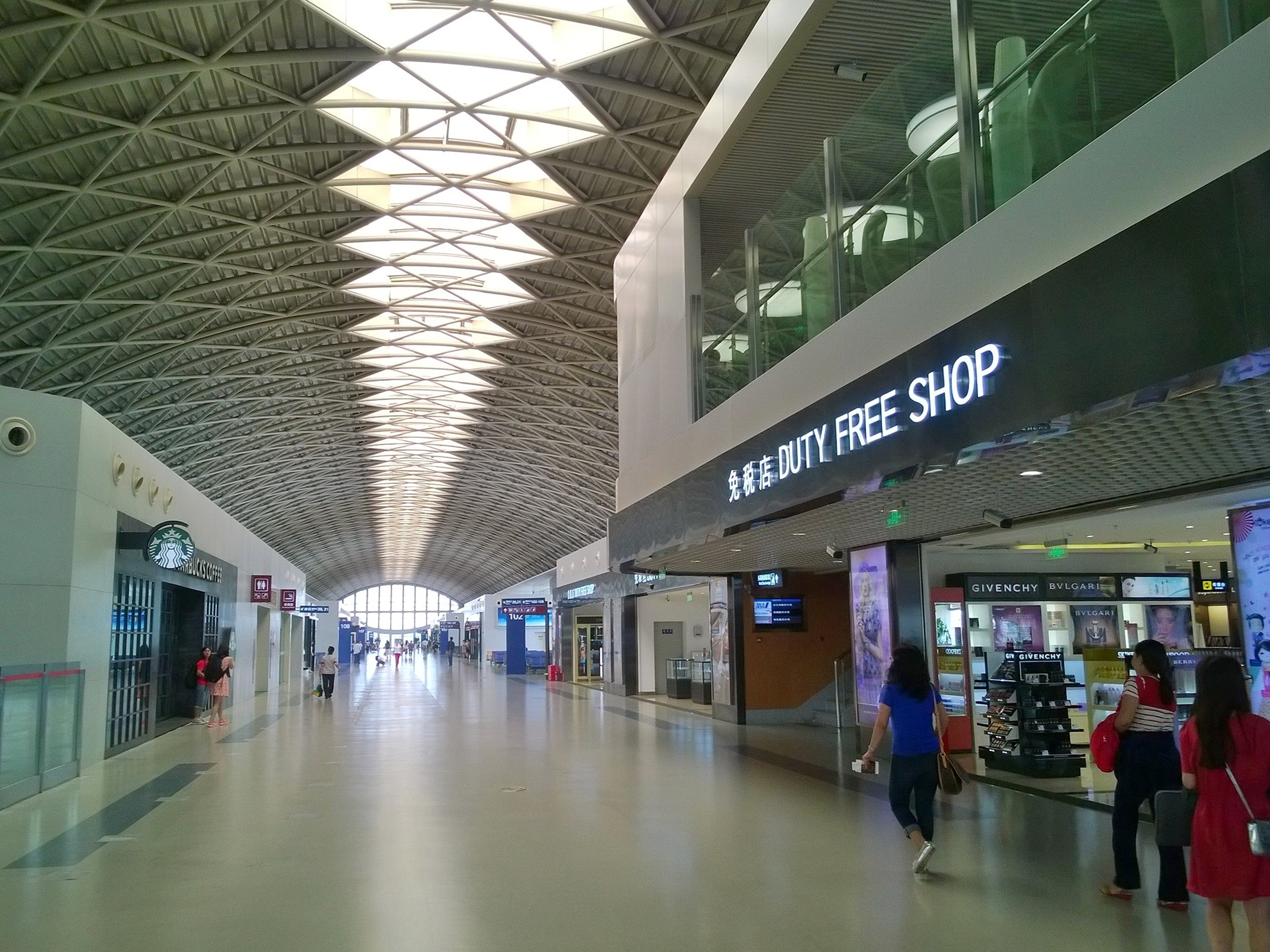
CTU T1 International
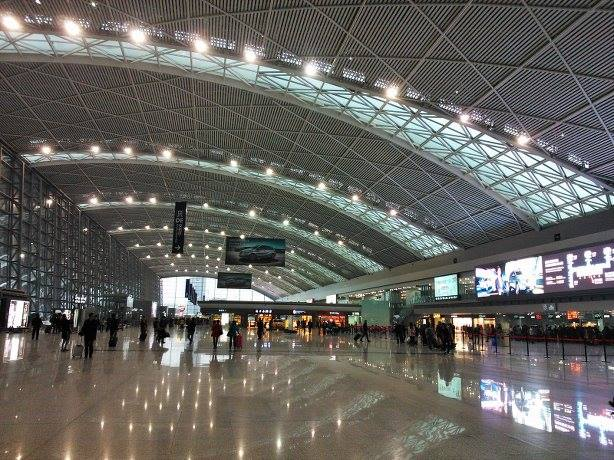
Terminal 2 of Chengdu Shuangliu Int'l Airport
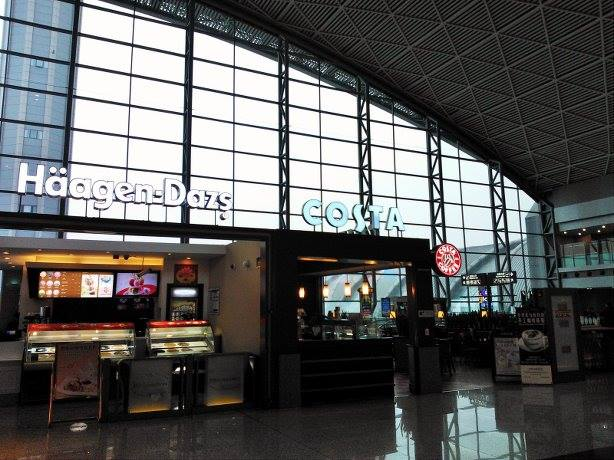
Terminal 2 concourse of Chengdu Shuangliu Int'l Airport

## Voir également
- L'aéroport international de Chengdu-Tianfu, second aéroport international de Chengdu (ouverture prévue en 2020).
- Liste des aéroports en Chine
- Liste des aéroports les plus fréquentés de Chine